# Prem Ratan Dhan Payo
Prem Ratan Dhan Payo (traducción: Encontré un tesoro llamado amor) es una película de 2015, dirigida por Sooraj R. Barjatya. Es protagonizada por Salman Khan y Sonam Kapoor en los papeles protagónicos, con Neil Nitin Mukesh y Swara Bhaskar en los papeles secundarios. El rodaje comenzó en junio de 2014 y la película se estrenó el 11 de noviembre de 2015.

## Reparto
- Salman Khan como Prem/Vijay.
- Sonam Kapoor
- Neil Nitin Mukesh
- Swara Bhaskar
- Armaan Kohli[9]
- Anupam Kher[10]
- Deepak Dobriyal
- Sanjay Mishra
- Prem Khan

## Producción

### Desarrollo
Salman Khan es el protagonista masculino. Y Sonam Kapoor es la protagonista femenina.

### Fundición
Inicialmente, se rumoreaba que Anushka Sharma, Sonakshi Sinha, Kareena Kapoor, Daisy Shah y Deepika Padukone interpretarían a las protagonistas y rechazaron la oferta. Finalmente, Sonam Kapoor fue contratada para interpretar a una protagonista en esta película y marcó su segunda película con Khan después de la película de 2007 Saawariya, dirigida por Sanjay Leela Bhansali. Neil Nitin Mukesh, Anupam Kher, Armaan Kohli, Deepak Dobriyal, Samaira Rao y Swara Bhaskar fueron contratados para interpretar personajes secundarios. Se consideró que Amrita Rao interpretaría a la media hermana de Khan y su papel fue para Bhaskar. Anteriormente, Rao actuó en Vivah.

### Rodaje
El rodaje comenzó después de 1000 días de preparación el 26 de junio de 2014 y terminó el 2 de septiembre de 2015 después de 200 días de rodaje. Se rodó en Rajkot, Gondal, Udaipur, Athirapally Falls y Mumbai. Se rodó en varios lugares extravagantes de la India. Desde grandes decorados hasta elaborados disfraces, Prem Ratan Dhan Payo fue sin duda un deleite visual para todos los espectadores. Los creadores de la película lanzaron un video 'detrás de escena' de la película titulado 'Larger Than Life', en el que revelaron que el palacio real de Pritampur en la película es 'uno de los escenarios más grandes jamás realizados' que se difundió alrededor de 100,000 pies cuadrados. También se escucha a cada actor de la película hablar sobre la lujosa escala de la película con cada toma siendo "grandiosa". El diseñador de producción Nitin Chandrakant Desai dijo que "se ha hecho un intento de dar vida a cada elemento.

## Banda sonora
La banda sonora de la película es hecha por Himesh Reshammiya y las letras por Irshad Kamil. La banda sonora tendrá 9 canciones. 